# پیتر کوده

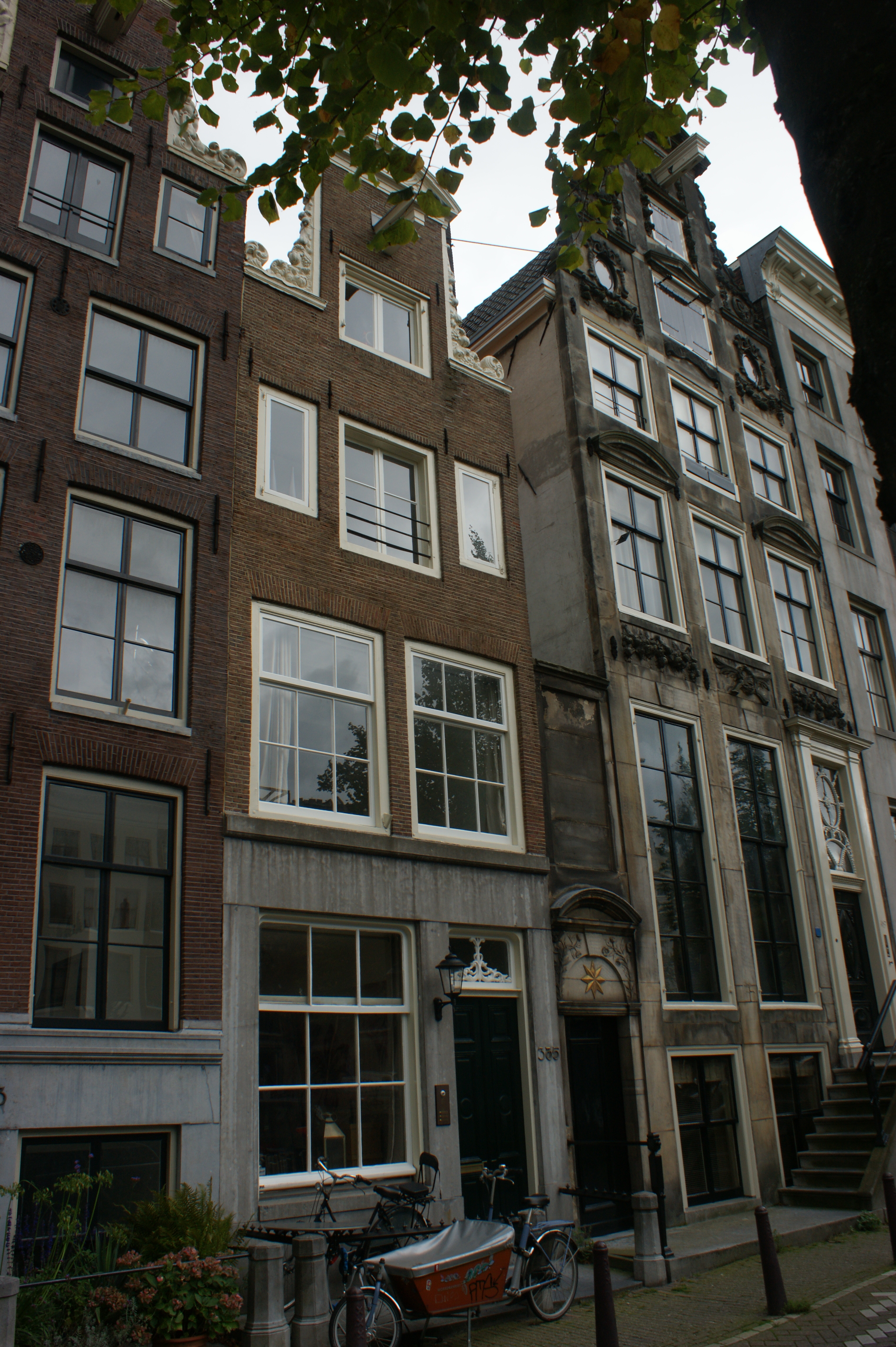
۳۸۵ کانال امپراتور، خانه‌ای که پیتر کوده در سال ۱۶۵۷ خریداری کرد.

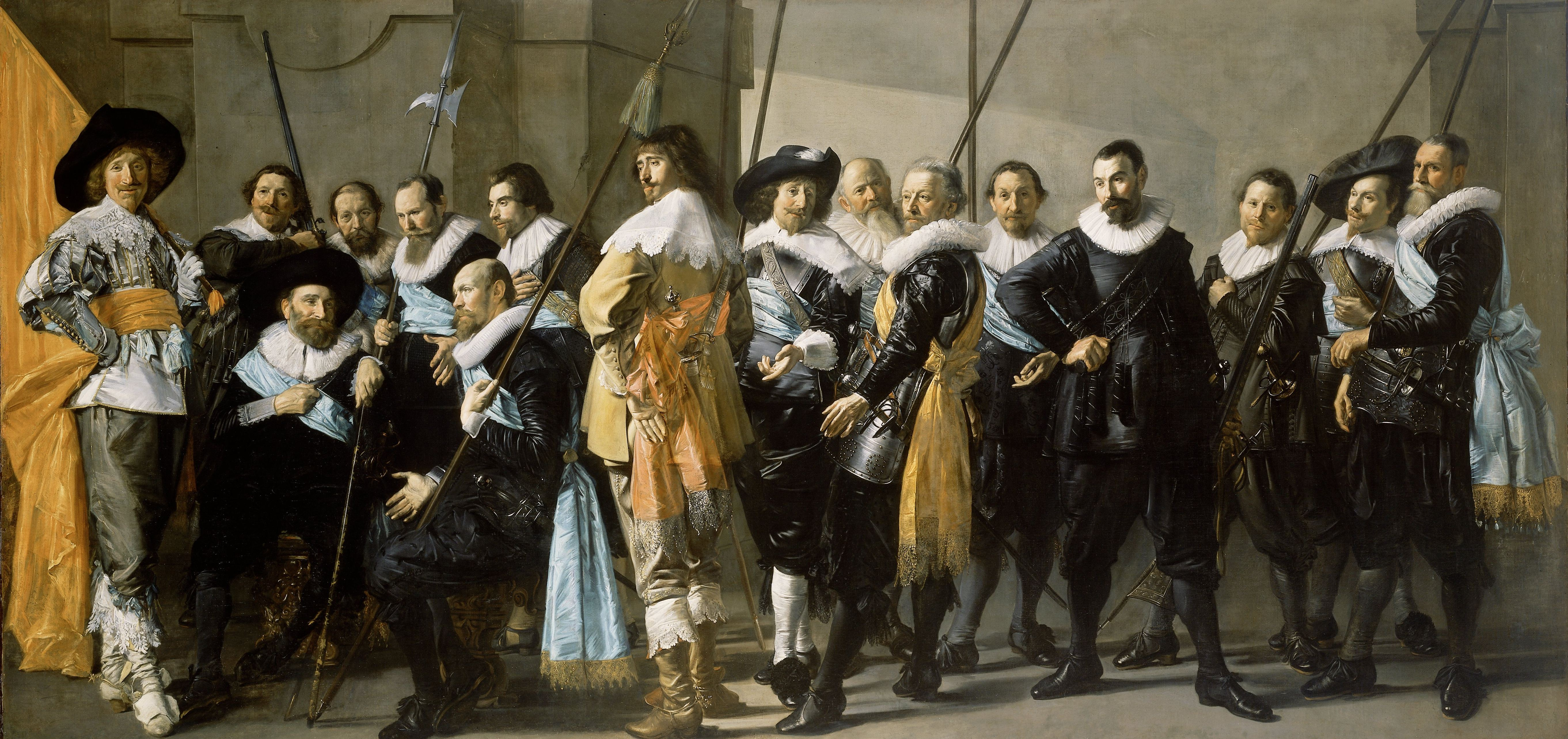
کشیدن تابلوی گروهان نحیف، اثر نیمه‌کاره فرانس هالس که پیتر کوده آن را تمام کرد، ۴ سال به طول انجامید. این اثر اکنون در مالکیت موزه رایکس قرار دارد.

پیتر جاکوبز کوده (به هلندی: Pieter Jacobsz. Codde) نقاش و پُرتره‌نگار اهل آمستردام، هلند بود.